# フェアチャイルド・チャンネルF
フェアチャイルド・チャンネルF（Fairchild Channel F）は、フェアチャイルドセミコンダクターが1976年8月に製造した家庭用ゲーム機である。小売価格は169.95ドル。

## 概要
史上初めてプログラミング可能なROMカートリッジを搭載したゲーム機として知られている。当初このゲームはVideo Entertainment System（略称：VES）で売り出されていたが、アタリがVCSを翌年に売り出したため、現在の名前に変更された。
水道栓のような操作ノブは、ノブの上下左右の2軸（X軸・Y軸）に加え、ノブ自体を引き出す（Z軸）、ノブを回す（Θ軸）の合計4軸が操作可能である。
日本では、丸紅住宅機器販売より1977年10月に輸入販売された。本体価格128,000円、カセット9,800円。

## 仕様

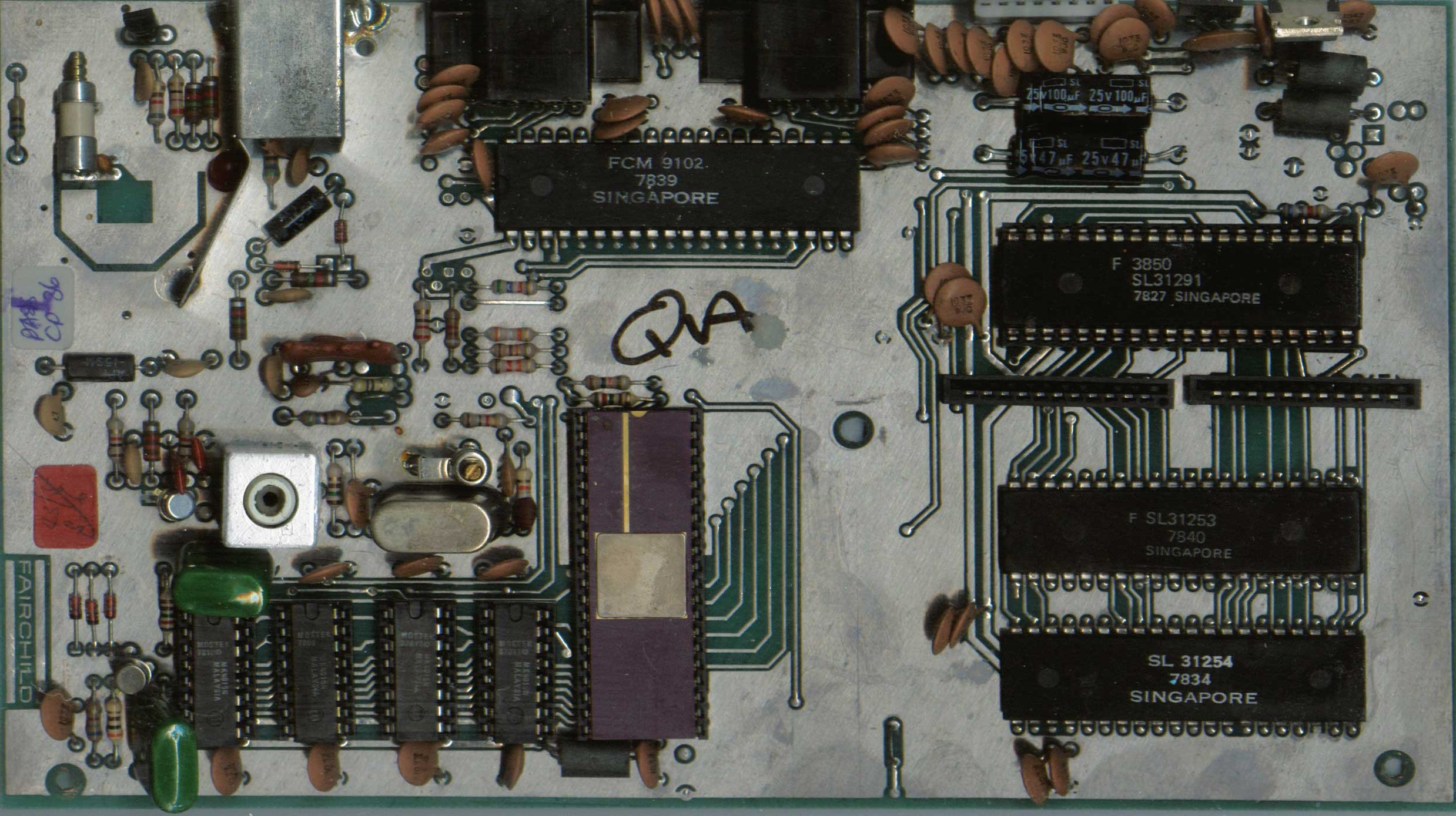
PCB Scan of the Grandstand Video Entertainment Computer (UK Channel F variant).

- CPU：フェアチャイルド F8（1.79MHz）
- RAM：64バイト
- VRAM：2KB
- 画面解像度：128×64ドット（有効表示範囲: 102×58ドット）
- カラー：8色（ライン毎に白黒、またはカラー4色）
- 音声：500Hz、1kHz、1.5kHz（高速で切り替えることで異なるトーンを発声させることが可能）
- 入力：ゲーム操作用ノブ×2、本体にケーブル接続
- 出力：コンポジット出力（RF接続）

## ソフトウェア
- No.1：十文字並べ、射的、電子絵画、電子自動絵画
- No.2：戦車戦, 射的
- No.3：ブラックジャック21
- No.4：空中戦
- No.5：宇宙戦争
- No.6：算数のテスト（足し算, 引き算）
- No.7：算数のテスト（掛け算, 割り算）
- No.8：マインドリーダー、ニム・ゲーム（Magic Numbersも参照のこと）
- No.9：障害物競走
- No.10：迷路、Cat and Mouse
- No.11：バックギャモン、Acey-Deucey
- No.12：野球
- No.13：Robot War、Torpedo Alley
- No.14：Sonar Search
- No.15：Memory Match
- No.16：Dodge-It
- No.17：Pinball Challenge
- No.18：Hangman
- No.19：Checkers
- No.20：Video Whizball
- No.21：Bowling
- No.22：Slot Machine
- No.23：Galactic Space Wars
- No.24：Pro-Football
- No.25：Casino Poker
- No.26：Alien Invasion

## フェアチャイルド・チャンネルF システムII

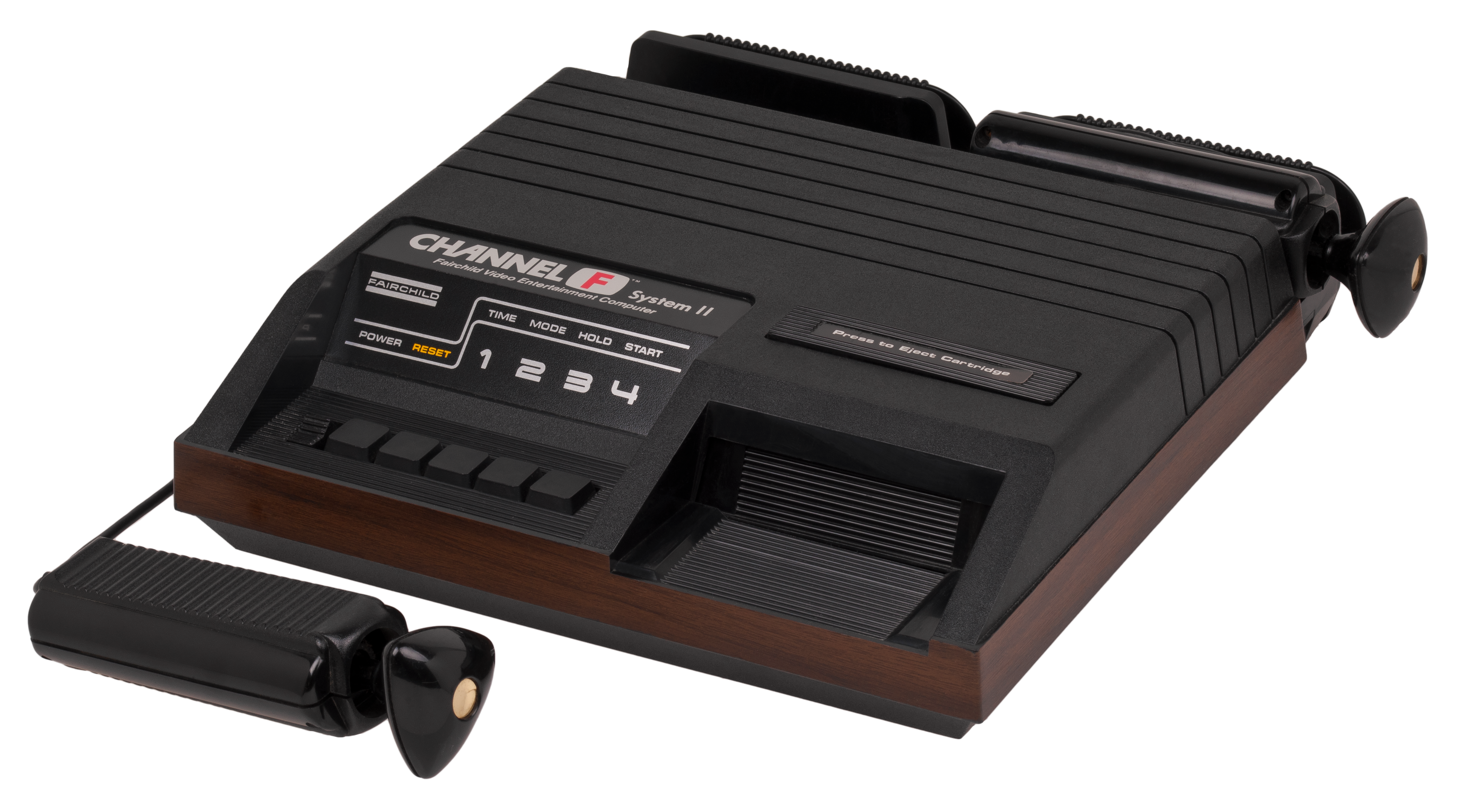
フェアチャイルド・チャンネルF システムII

## 余波
Google Doodle
2022年12月1日、フェアチャイルド・チャンネルFの開発者の一人「ジェラルド・“ジェリー”・ローソン生誕82周年」として、Google Doodleが公開された。5種類のゲームカートリッジが用意されており、それぞれプレイと編集ができる。オリジナルゲーム作成も可能。